# Elecciones provinciales del Neuquén de 1962
Las elecciones generales de la provincia del Neuquén de 1962 tuvieron lugar el 18 de marzo del mencionado año con el objetivo de renovar las autoridades provinciales para el período 1962-1966. Se elegiría al Gobernador y Vicegobernador y a los 25 escaños de la Legislatura Provincial mediante un sistema de "mayoría automática" que daba al partido más votado 15 escaños legislativos y al segundo partido 10, sin permitir que terceros partidos ingresaran a la Legislatura.
Si bien se realizaron en el marco de la política liberalizadora del presidente Arturo Frondizi, que permitió que el proscrito peronismo participara en las elecciones legislativas y provinciales por medio de candidaturas diversas, los comicios neuquinos de 1962 tuvieron un significado histórico distinto, pues marcaron la llegada del Movimiento Popular Neuquino (MPN), entonces un partido de carácter neoperonista, que con su candidato Felipe Sapag obtuvo una amplia victoria, del 50,03% de los votos, superando por gran diferencia a la oficialista Unión Cívica Radical Intransigente (UCRI), y a la Unión Cívica Radical del Pueblo (UCRP). El MPN obtuvo también la mayoría de 15 escaños en la legislatura, con la UCRI logrando la representación opositora automática de 10 escaños.
Ante la reacción de los militares por las victorias provinciales peronistas, sobre todo en la provincia de Buenos Aires, Frondizi intervino todos los distritos donde triunfó el peronismo. A pesar de ser el MPN un partido neoperonista, Neuquén no fue intervenida hasta el día del golpe de Estado, el 28 de marzo de 1962. En 1963, se llamaría a nuevas elecciones. El MPN volvió a ganar y desde entonces hasta 2023, gobernó la provincia durante todos los períodos constitucionales siguientes.

## Resultados

### Gobernador y Vicegobernador
|  | 50,03 % |

|  | 29,36 % |

|  | 11,64 % |

|  | 4,81 % |

|  | 2,22 % |

|  | 1,93 % |

|  | 97,05 % |

|  | 2,34 % |

|  | 0,61 % |

|  | 100 % |

### Legislatura
|  | 49,91 % |

|  | 29,22 % |

|  | 11,87 % |

|  | 4,79 % |

|  | 2,23 % |

|  | 1,98 % |

|  | 96,99 % |

|  | 2,44 % |

|  | 0,57 % |

|  | 100 % |